# I'm So Hood
I'm So Hood è il secondo singolo estratto dall'album di DJ Khaled We the Best. La canzone è prodotta dai The Runners ed è realizzata con Trick Daddy, T-Pain, Rick Ross e Plies.
Il video include le apparizioni di Trina, Busta Rhymes, Pitbull e Fat Joe. Il remix ufficiale è con T-pain, Young Jeezy, Lil Wayne, Ludacris, Busta Rhymes, Big Boi degli OutKast, Fat Joe e Baby.